# Àcid minquartinoic
L'àcid minquartinoic, el qual nom sistemàtic és àcid (17S)-17-hidroxioctadecan-9,11,13,15-tetrainoic, és un àcid carboxílic de cadena lineal amb devuit àtoms de carboni, quatre triples enllaços seguits entre els carbonis 9-10, 11-12, 13-14 i 15-16, a més d'un grup hidroxil {\displaystyle {\ce {-OH}}} al carboni 17, la qual fórmula molecular és {\displaystyle {\ce {C18H20O3}}}. En bioquímica és considerat un àcid gras.

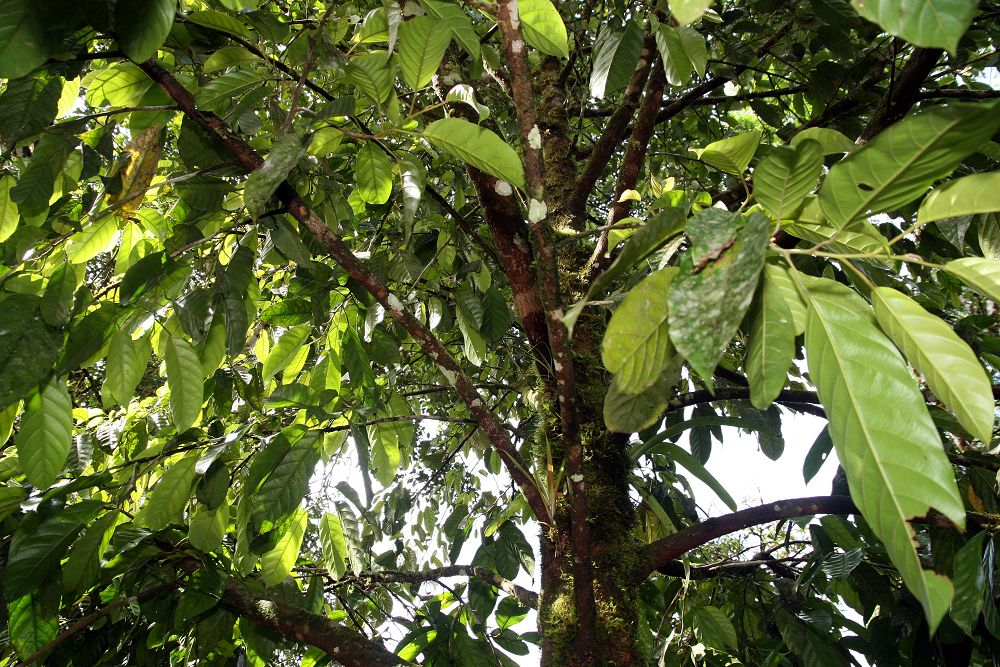
Minquartia guianensis

Fou aïllat per primera vegada per R.J. Marles, N.R. Farnsworth i D.A. Neill, el 1989, de la tija de l'arbre de l'Amazonia Minquartia guianensis, la qual infusió és emprada pels indígenes equatorians pel tractament d'infeccions de paràsits intestinals, càncer de pulmó i tuberculosi; i és aplicada tòpicament pel tractament d'irritacions de pell i dolor muscular. En derivaren el nom comú àcid minquartinoic del gènere de l'arbre. S'ha aïllat d'altres plantes, com ara de les branques de Ochanostachys amentacea i de l'escorça seca de Coula edulis. Presenta propietats anti-VIH, l'agent causant de la sida, i propietats citotòxiques contra diferents cèl·lules tumorals.